# Мостовий кран

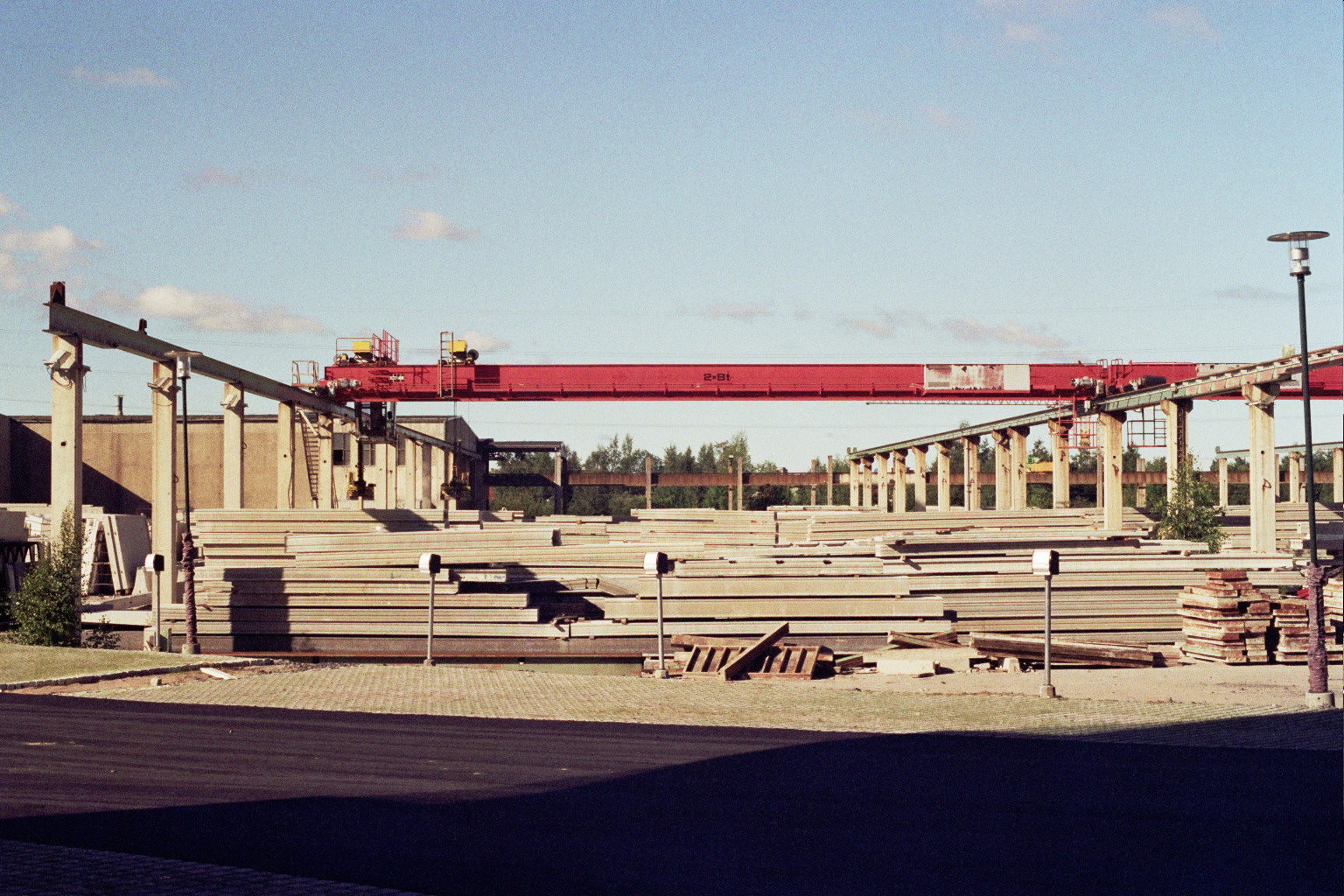
Мостовий кран.

Кран мостовий однобалковий опорний з ручним приводом.

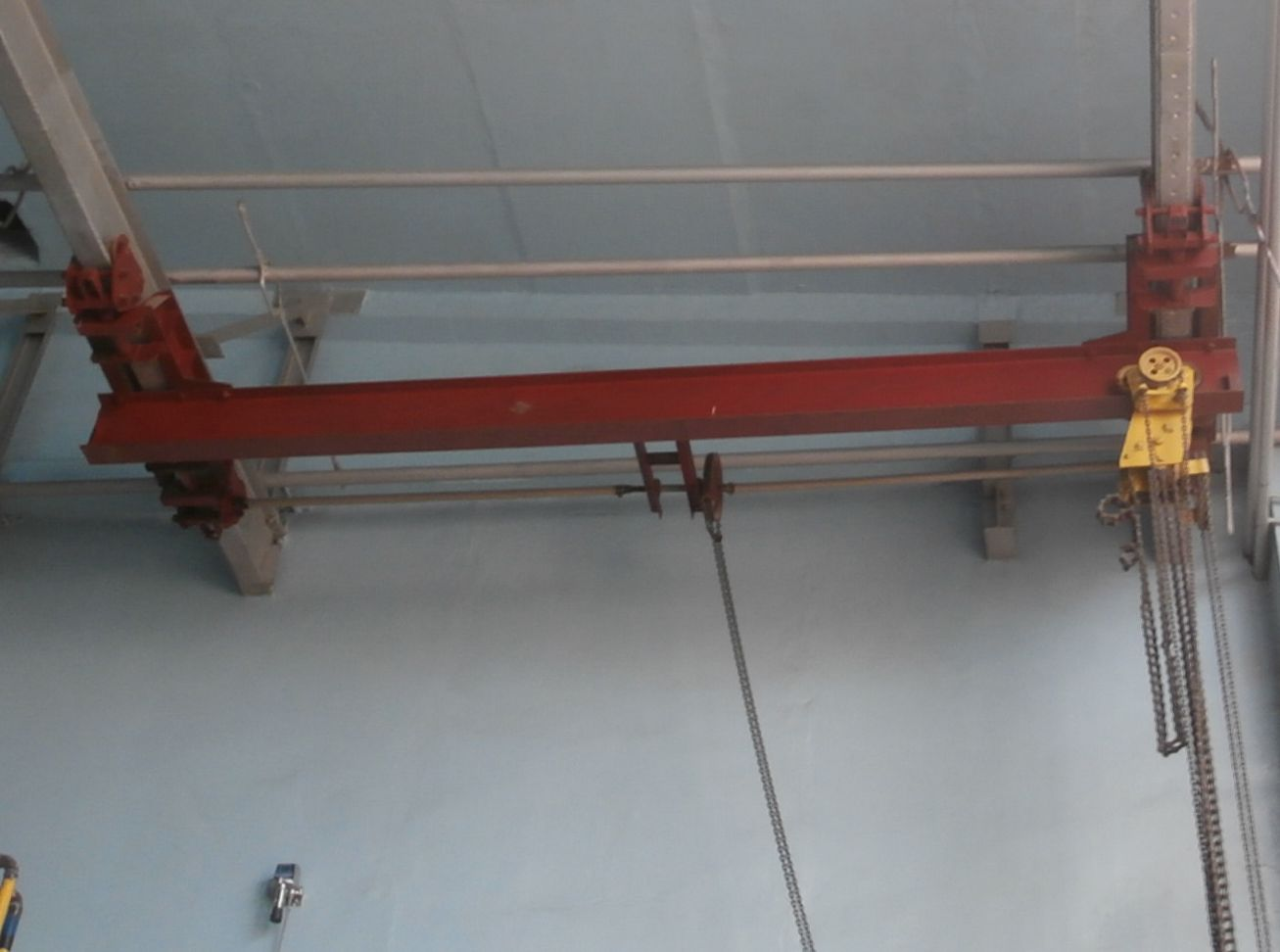
Кран мостовий однобалковий підвісний з ручним приводом.

Мостови́й кран — підіймальний кран, що пересувається рейками на нерухомих опорах. Кран мостовий має широку сферу застосування — він призначений для підйому і переміщення вантажу в приміщенні або під навісом.
Згідно з ДСТУ 2986: п.2.1.1.1 «мостовий кран — кран, несучі елементи конструкції якого опираються безпосередньо на підкранову колію»; п.5.11 «міст — несуча конструкція кранів мостового типу, призначена для руху по ній вантажного візка»; п.2.6.1 «опорний кран — мостовий кран, що спирається на надземну кранову колію»; п.2.6.2 «підвісний кран — мостовий кран, підвішений до нижніх полиць підкранової колії».
Мостовий кран пересувається рейками, прикріпленими до нерухомих опор. На сьогодні мостові крани є невід'ємною часткою будь-якого великого виробництва і використовуються для виконання різного роду навантажувально-розвантажувальних робіт усередині виробничих і складських приміщень.
Існують також моделі кранів мостових, які використовуються на відкритій території, — на відкритих майданчиках заводів, складських терміналів тощо.
Мостовий кран буває однобалковий (т. зв. «кран-балка») і двобалковий. Всі крани поділяються за групами класифікації, котрі визначають інтенсивність використання обладнання — від легкого режиму роботи до вкрай важкого. Двобалковий мостовий кран передбачає найважчі режими роботи. Однобалковий має вищу швидкість переміщення при меншій вантажопідіймальності.
Мостовий кран також ділиться на підвісний (кран-балка підвісна) й опорний (кран-балка опорна). За видом привода розрізняють мостовий електричний кран (з електричним приводом) і мостовий ручний кран — з механічним приводом, тобто підіймання вантажу і переміщення крана проводиться за допомогою фізичних зусиль людини.
Мостові крани на стаціонарних опорах (естакадах) використовуються тільки на базових складах для розвантаження і навантаження. Інколи їх також застосовують для монтажу важких верстатів або іншого устаткування.
Ширше використовуються мостові крани на пересувних опорах, так звані козлові крани. Рейки розташовують обабіч об'єкта, а міст, уздовж якого переміщається візок, — над об'єктом. Такі крани необхідні при спорудженні залізниць, станцій метрополітену і деяких інших споруд. Вони володіють високою стійкістю і солідною вантажопідйомністю. Проте ефективність вживання обмежується через невелику висоту підйому гака і необхідність другого стріловидного крана для подачі вантажів.
Найпотужніший на сьогоднішній день мостовий кран здатний підіймати вантажі до 600 тонн на висоту до 100 метрів.

## Класифікація
Залежно від призначення та умов експлуатації, виділяють наступні типи:
- Однобалкові і двобалкові. Поділяються за кількістю використовуваних в конструкції балок. В основі однобалкових мостових кранів є балка, яка обома кінцями лежить на колесах. Відповідно, двобалкові крани мають у своїй конструкції дві паралельні балки.
- Електричні та ручні. Поділяються за типом обладнання для механізації і способом керування. Використання електричних мостових кранів не дозволяється у виробництвах і цехах з агресивним середовищем, яке може пошкодити ізоляцію. Можливі три варіанти керування електричним краном — за допомогою підвісного провідного пульта, системи радіоуправління[3] або з кабіни кранівника (для кранів, які обслуговують великі робочі майданчики).
- Опорні й підвісні. Широко використовуються на будмайданчиках, фабриках і цехах будь-якого типу, залежно від наявних умов робочого приміщення.
- Грейферні, гакові, магнітні й інші крани мостові. Грейферні крани використовують для переміщення сипучих вантажів, а магнітні крани — для транспортування виробів з чорних металів. Гакові крани — широко використовуються при будівельних роботах.